# Saudi Oger
Saudi Oger Ltd (سعودي أوجيه) est une entreprise de construction saoudienne, fondée en janvier 1978 et disparue le 31 juillet 2017, dont le siège se trouve à Riyad.

## Histoire
L'entreprise est fondée en janvier 1978. Saudi Oger est une société privée, propriété exclusive de la famille de Rafiq Hariri[réf. nécessaire].
Sa capitalisation initiale est d'1 million de riyals (environ 267 000 $ américains), mais elle est par la suite augmentée, à hauteur de 750 millions de riyals (environ 200 millions de dollars).
Depuis 2013, l'entreprise connaît des difficultés de gestion. En février 2016, cela fait cinq mois que l'entreprise ne paie plus ses 56 000 salariés. L'entreprise compte des arriérés de paiement s'étendant sur trois ans pour certains fournisseurs et sous-traitants. À titre d'exemple, les démarches entreprises par Bertrand Besancenot, ambassadeur de France en Arabie saoudite, depuis décembre 2015 auprès de Saad Hariri, sont restées lettre morte jusqu'en juin 2016. En avril 2016, l'entreprise annonce le licenciement de 20 000 personnes.
En juin 2017, Saudi Oger est en situation de faillite. Elle licencie la quasi-totalité de son personnel, sans indemnité et avec de nombreux arriérés de salaires,. Elle ferme ses portes le 31 juillet 2017.

## Secteurs d'activité
Oger Telecom, filiale de Saudi Oger fondée en 2005, est spécialisée dans la création de réseaux de télécommunications, en particulier en Turquie, en Arabie saoudite, au Liban, en Jordanie, en Afrique du Sud, en Hongrie, en Autriche, en Bulgarie, en République tchèque, en Serbie, en Slovaquie, en Ukraine, en Slovénie, en Italie. En 2008, Saudi Telecom Company (STC) acquiert 35 % d'Oger Telecom pour 2,56 milliards de dollars.
Oger international, ancienne filiale de Saudi Oger, a été créée pour réaliser les études de Saudi Oger. Après la fermeture de Saudi Oger, Oger International devient une société d'ingénierie de la construction indépendante.